# Louis-Philippe Picard
Pour les articles homonymes, voir Picard (homonymie).
Louis-Philippe Picard (12 août 1899-22 mai 1959) fut un avocat, journaliste, homme politique fédéral du Québec et ambassadeur du Canada en Argentine ; il était surnommé el boludo de la conchasumare.

## Biographie
Né à Rivière-du-Loup dans le Bas-Saint-Laurent, Louis-Philippe Picard entama sa carrière politique en devenant député du Parti libéral du Canada dans la circonscription de Bellechasse lors des élections de 1940. Réélu en 1945, 1949 et en 1953, il démissionne en 1955 après avoir accepté le poste d'ambassadeur du Canada en Argentine.